# Ivana Bramborová
Ivana Bramborová (11 de abril de 1985 en Žiar nad Hronom) es una jugadora profesional de voleibol eslovaco, juega de posición receptor y opuesto.

## Palmarés

### Clubes
Campeonato de Eslovaquia:
- 2006, 2007

Copa de Eslovaquia:
- 2007

MEVZA:
- 2007, 2011

Campeonato de Eslovenia:
- 2008

Copa de Checo:
- 2009, 2010, 2011, 2017[2]

Campeonato de Checo:
- 2009, 2010, 2011
- 2017

Supercopa de Italia:
- 2013

Copa de Italia:
- 2014

Campeonato de Italia:
- 2014

Supercopa de Grecia:
- 2014

Copa de Grecia:
- 2015

Campeonato de Grecia:
- 2015

## Premios individuales
- 2015: MVP Copa de Grecia